# Tomáš Dalecký
Tomáš Dalecký (* 20. června 2001 Brno) je český filmový a divadelní herec a zpěvák. Obsadil hlavní roli ve filmech Uzly a pomeranče a Smečka. Působí v brněnské undergroundové kapele Panracek.

## Život
Působí v Městském divadle Brno, kde obsadil například hlavní postavu Romea v inscenaci Romea Julie. V roce 2019 byl obsazen do dvou hlavních filmových rolí, konkrétně do role Darka ve snímku Uzly a Pomeranče a do role Davida ve snímku Smečka. V letech 2019–2021 hrál v seriálu TV Nova Specialisté.